# Reality Winner
Reality Leigh Winner (* 4. Dezember 1991 in Alice, Texas) ist eine als US-amerikanische Whistleblowerin bekannt gewordene Sprachwissenschaftlerin.
Nachdem sie nachrichtendienstliche Informationen zur russischen Einflussnahme auf den US-Wahlkampf 2016 an die Nachrichtenwebsite The Intercept weitergeleitet hatte, wurde sie im August 2018 zu 5 Jahren und 3 Monaten Haft verurteilt.

## Biografie

Airman Reality L. Winner im Jahr 2010, kurz nach Einstellung bei der U.S. Air Force.

Reality Leigh Winner wuchs in Kingsville (Texas) auf. Ihr Vater gab ihr den Vornamen, da sie, wie er sagte, dadurch zu einer echten (real) Gewinnerin (Winner) würde.
In der U.S. Air Force, die sie zur kryptologischen Linguistin in Farsi, Dari und Paschto ausbildete, diente sie von 2010 bis 2016, zuletzt im Rang eines Senior Airman, als Sprachanalystin. Für ihre Dienste, die unter anderem 1900 Arbeitsstunden an Verwertung geheimdienstlicher Informationen und das ortsbestimmende Geotargeting von 120 feindlichen Kombattanten umfassten, erhielt sie die Air Force Commendation Medal. Danach arbeitete sie als Linguistin für die Pluribus International Corporation, die ihrerseits als Informationsdienstleister für den Geheimdienst National Security Agency (NSA) der US-Regierung fungiert.
Eigener Aussage zufolge haben Gespräche mit ihrem Vater, mit dem sie „über das Leben reden“ konnte, sie geprägt. Mit dem Tod ihres Vaters im Jahr 2016 wurden ihre Essstörungen und Depressionen, unter denen sie zuvor Jahre gelitten hatte, schlimmer.
Ab dem 13. Februar 2017 wurde sie als Regierungsbeauftragte mit Top-Secret-Freigabe an einer Nachrichtendienststelle in Georgia eingesetzt.
Winner hat sich vor und nach der US-Präsidentschaftswahl 2016 auf Facebook und Twitter mehrmals kritisch zu Donald Trump geäußert. So kommentierte sie den mit der Präsidentschaft verbundenen Einzug Trumps ins Weiße Haus als „das Gefährlichste für die USA“.

## Leak, Ermittlung und Verurteilung
Am 3. Juni 2017 wurde sie verhaftet. Zwei Tage später wurde sie nach dem Espionage Act angeklagt. Am selben Tag veröffentlichte The Intercept einen sich auf geheimdienstliche Informationen der NSA berufenden Artikel über die mutmaßlichen russischen Eingriffe in die Präsidentschaftswahl 2016. Das Dokument ist als „geheim“ eingestuft, enthält aber nach Einschätzung eines Whistleblower-Anwaltes keine Enthüllungen über Betrug, Verschwendung oder Missbrauch noch Informationen zu irgendeiner gesetzwidrigen Handlung der US-Regierung.
Die ausgedruckten Dokumente, die The Intercept zugespielt wurden, scannte man dort ein und veröffentlichte sie als PDF-Datei. Der Scan enthielt jedoch noch Farbdruckermarkierungen. Leser entdeckten die Markierungen kurz nach der Veröffentlichung, das Magazin Vice interpretierte eine Stellungnahme des FBI so, dass sich Winner durch diese Markierungen verraten hätte. Die Washington Post legte sich nicht fest, berief sich aber auf Experten, die überzeugt waren, dass das der einfachste Weg gewesen sei, denjenigen zu finden, der das Dokument gedruckt hätte. WikiLeaks-Gründer Julian Assange warb öffentlich um Unterstützung für die Inhaftierte und warb mit einer Belohnung von 10.000 US-Dollar um Hinweise zur Identifizierung eines vermutlich bei den Ermittlungen behilflichen Intercept-Journalisten.
Die Staatsanwaltschaft führte zum Haftprüfungstermin am 8. Juni 2017 neben Winners Social-Media-Aktivitäten auch sichergestellte Notizen und eine Suchmaschinenanfrage von 2016 an, in der Winner sich nach der Funktion von Sicherheitssystemen in Hochsicherheitscomputern erkundigt haben soll. Das Gericht bestimmte, dass Winner, basierend auf einem Geständnis gegenüber dem FBI und den vorgelegten Beweisen, ohne die Möglichkeit auf Kaution freigelassen zu werden, bis zu ihrem Verfahren in Haft bleiben musste. Der Haftrichter berief sich dabei auf Fluchtgefahr. Die Untersuchungshaft saß Winner im Lincoln County Jail ab.
Ihre Mutter begann eine #FreeReality-Kampagne und schrieb unter anderem Petitionen und Gnadengesuche an Donald Trump und Joe Biden.
Im Juni 2018 bekannte sich Winner schuldig. Am 23. August 2018 wurde sie von einem Gericht in Augusta, Georgia, zu 63 Monaten Haft verurteilt.
In der Haftzeit war sie eigener Aussage zufolge suizidal. Sie verbrachte die Haft unter anderem in Gefängnissen in Florida, Oklahoma und in Texas. In Texas war sie in einem Frauengefängnis in Fort Worth untergebracht, wo sie eigener Aussage zufolge neben Freundschaften auch sexuellen Missbrauch, Gewalt und Drogen unter den Insassinnen erlebte. Im Juni 2021 wurde Winner wegen guter Führung, aber unter der Auflage, eine elektronische Fußfessel zu tragen, vorzeitig aus der Haft in ein Übergangswohnheim entlassen. Ihre Bewährung galt bis November 2024.
Nach ihrer Entlassung aus dem Gefängnis zog sie nach Kingsville zurück ins Elternhaus, einen umgebauten Trailer, und begann in einem Fitnessstudio zu arbeiten. Zu ihren Hobbys, die sie bereits vor und während ihrer Haft ausübte, zählen CrossFit und Yoga.

## Filmische Rezeption
2023 hatte bei den Internationalen Filmfestspielen in Berlin der Film Reality der Regisseurin Tina Satter Premiere, der auf den unveränderten Originaldialogen einer FBI-Tonaufzeichnung bei einer Hausdurchsuchung Winners basiert. Eine weitere Filmbiografie namens Winner mit Emilia Jones in der Hauptrolle erschien im Januar 2024.